# Tractat de Versalles (1768)
|  | Per a altres significats, vegeu «Tractat de Versalles (desambiguació)». |

El Tractat de Versalles és un acord firmat entre França i Gènova el 15 de maig de 1768, que consagrà l'annexió francesa de Còrsega.
Còrsega havia estat dominada per la República de Gènova des de 1284 i durant el segle xviii els corsos van iniciar un moviment d'independència que va crear la República de Còrsega el 1755, sota el lideratge de Pasquale Paoli. Ja l'any 1764, Gènova havia permès la presència de tropes franceses a l'illa per sufocar la rebel·lió i quatre anys després els genovesos cediren als francesos la sobirania sobre l'illa
Fins a la Revolució Francesa l'illa fou considerada patrimoni personal del Rei de França.